# Atlanta-kampagnen
Atlanta-kampagnen er den samlede betegnelse for en række slag, som blev udkæmpet i det vestlige operationsområde under den amerikanske borgerkrig. Slagene foregik nordvest for og omkring Atlanta i delstaten Georgia under sommeren 1864, og afsluttedes med Atlantas fald, som igen var et vigtigt skridt på vejen til borgerkrigens afslutning det følgende år.

## Baggrund
Atlanta-kampagnen fulgte efter Unionens sejr i slaget ved Chattanooga i november 1863. Chattanooga var kendt som "indgangsporten til Syden", da der her er et "hul" i bjergkæden Appalacherne, som ellers fungerer som en stor barriere mellem kystområderne og det indre USA langs hele østkysten. Denne "port" blev åbnet med erobringen af Chattanooga.
Efter at Ulysses S. Grant var blevet forfremmet til øverstkommanderende for alle Unionens hære, overlod han det til sin foretrukne underordnede, generalmajor William T. Sherman, at føre de vestlige hære. Det var Grants overordnede strategi at lægge pres på Sydstaterne ved at angribe mange steder på samme tid. Mens han selv, George G. Meade, Benjamin F. Butler, Franz Sigel, George Crook og William W. Averell, rykkede frem mod Robert E. Lee i Virginia, og Nathaniel P. Banks forsøgte at erobre Mobile i Alabama, fik Sherman til opgave at besejre general Joseph E. Johnstons hær og erobre Atlanta.
Ved starten af kampagnen bestod Shermans styrke af tre hære:
- Generalmajor James B. McPhersons Army of the Tennessee (Shermans gamle hær under Grant)
- Generalmajor John M. Schofields Army of the Ohio
- Generalmajor George H. Thomas' Army of the Cumberland.

Da førstnævnte blev dræbt i Slaget ved Atlanta, blev han erstattet af generalmajor Oliver O. Howard. Over for Sherman stod Army of Tennessee, som først var under ledelse af Johnston, og da han blev afløst midt i kampagnen, overgik ledelsen til generalløjtnant John Bell Hood. Ved kampagnens begyndelse var Shermans hær på 98.500 mand, mens Johnston kun havde 50.000, men dette tal var usædvanligt lavt, da mange soldater var på orlov, og Johnston fik også 15.000 tropper i forstærkning fra Alabama. I juni bragte en stadig strøm af forstærkninger Shermans styrke op på 112.000.
Johnston var en forsigtig general med ry for at trække sin hær tilbage, inden den for alvor kom i kamp. Det havde helt klart været tilfældet over for George B. McClellan i Peninsula-kampagnen i 1862. Men i Georgia stod han over for den langt mere aggressive Sherman. Johnstons hær placerede sig gentagne gange i stærkt befæstede forsvarspositioner. Sherman undgik fornuftigt at angribe disse i direkte frontalangreb, som nærmest ville være selvmorderiske, og i stedet manøvrerede han rundt om stillingerne – typisk rundt om sydstatshærens venstre flanke – og nærmede sig således til stadighed Atlanta. Når Sherman omgik Johnstons position, trak Johnston sig tilbage til en ny forberedt position. Begge hære udnyttede jernbanen som forsyningslinje. Johnstons forsyningslinje blev stadig kortere, efterhånden som han nærmede sig Atlanta, Shermans blev stadig længere.

## Slagene
De følgende slag udgør Atlanta-kampagnen:
Slaget ved Rocky Face Ridge (7. maj – 13. maj 1864)
Johnston havde placeret sin hær i skyttegrave langs det lange, høje bjerg Rocky Face Ridge, og østpå over Crow Valley. Da Sherman nærmede sig, besluttede han at gøre et udfald mod stillingen med to kolonner, mens han sendte en tredje gennem Snake Creek Gap på sin højrefløj for at ramme Western & Atlantic Railroad ved Resaca, Georgia. De to kolonner kæmpede med fjenden ved Buzzard Roost (Mill Creek Gap) og ved Dug Gap. I mellemtiden passerede den tredje kolonne under McPherson igennem Snake Creek Gap, og den 9. maj fortsatte den til udkanten af Resaca, hvor den stødte på konfødererede tropper i skyttegrave. Af frygt for nederlag, trak han sin kolonne tilbage til Snake Creek Gap. Den 10. maj besluttede Sherman at tage de fleste af sine mænd med sig og tilslutte sig McPherson for at erobre Resaca. Den næste morgen, da Johnston opdagede, at Shermans hær trak sig bort fra sine positioner foran Rocky Face Ridge, trak han sig tilbage mod syd i retning af Resaca.
Slaget ved Resaca (13. maj – 15. maj)
Unionstropper afprøvede de konfødererede linjer omkring Resaca for at finde ud af præcis, hvor de gik. Den 14. maj kom det til kamp i fuldt omfang, og unionshæren blev generelt slået tilbage, undtagen på Johnstons højre flanke, hvor Sherman dog ikke udnyttede sin fordel fuldt ud. Den 15. maj fortsatte kampen, uden at nogen af siderne opnåede en fordel, indtil Sherman sendte en styrke over Oostanulafloden ved Lay's Ferry mod Johnstons jernbaneforsyningslinje. Ude af stand til at bremse denne bevægelse fra Unionen var Johnston tvunget til at trække sig tilbage.
Slaget ved Adairsville (17. maj)
Johnstons hær trak sig tilbage sydpå mens Sherman forfulgte ham. Da Johnston ikke kunne finde en god forsvarsstilling syd for Calhoum, fortsatte han til Adairsville, mens hans kavaleri udkæmpede en bagtropfægtning. Den 17. maj stødte generalmajor Oliver O. Howards IV. Korps på forskanset infanteri fra generalløjtnant William J. Hardees Korps, da man var nået til omkring 3 km nord for Adairsville. Tre af Unionens divisioner forberedte sig på kamp, men blev standset af generalmajor George H. Thomas, fordi det var ved at blive mørkt. Sherman samlede derefter sine tropper i Adairsville området for at angribe Johnston den følgende dag. Johnston havde oprindelig ventet at finde en dal ved Adairsville, som var tilstrækkelig bred til, at han kunne placere sine mænd og forankre sin linje med flankerne på bakker, men denne dal var for bred, så Johnston trak sig tilbage.
Slaget ved New Hope Church (25. maj – 26. maj)
Efter at Johnston havde trukket sig tilbage til Allatoona-passet den 19.-20. maj, besluttede Sherman sig for, at det ville blive for dyrt at angribe Johnston, så han besluttede at omgå Johnstons venstre flanke og få et forspring til Dallas i Georgia. Johnston forudså Shermans manøvre, og mødte Unionens styrker ved New Hope Church. Sherman troede fejlagtigt, at Johnston blot rådede over en lille styrke og beordrede generalmajor Joseph Hookers korps til at angribe. Korpset blev alvorligt maltrakteret. Den 26. maj byggede begge sider skyttegrave.
Slaget ved Dallas (26. maj – 1. juni)
Shermans hær afprøvede den konfødererede linje. Den 28. maj testede Hardees korps den del af Unionens linje, som blev forsvaret af generalmajor John A. Logans korps, for at udnytte eventuelle svagheder eller tilbagetrækning. Der fulgte kampe på to steder, men de konfødererede blev slået tilbage med store tab. Sherman fortsatte med at lede efter en vej rundt om Johnstons linje, og den 1. juni besatte hans kavaleri Allatoona Pass, som havde en jernbanelinje og ville tillade mænd og forsyninger at nå ham med tog. Sherman opgav sine linjer ved Dallas den 5. juni, rykkede til jernbanehovedet ved Allatoona Pass, og tvang Johnston til at følge efter kort tid efter.
Slaget ved Pickett's Mill (27. maj)
Efter Unionens nederlag ved New Hope Church, beordrede Sherman Howard til at angribe Johnstons tilsyneladende udsatte højre flanke. De konfødererede var forberedt på angrebet, som ikke forløb som planlagt, fordi de understøttende tropper aldrig nåede frem. De konfødererede slog angrebet tilbage og forårsagede store tab.
Slaget ved Marietta (9. juni – 3. juli)
Da Sherman fandt Johnston placeret i stillinger i området ved Marietta den 9. juni, begyndte han at forlænge sine egne linjer forbi de konfødereredes linjer, hvilket afstedkom, at de konfødererede trak sig tilbage til nye stillinger. Den 18. – 19. juni flyttede Johnston, som var bange for, at hæren ville blive omgået, sin hær til nye tidligere udvalgte positioner langs Kennesaw Mountain, og forskansede en bueformet linje vest for Marietta for at beskytte sin forsyningslinje, Western & Atlantic Railroad. Sherman foretog nogle resultatløse angreb på denne stilling, men forlængede derefter sin linje mod højre, og tvang Johnston til at trække sig tilbage fra området ved Marietta den 2.–3. juli.
Slaget ved Kolb's Farm (22. juni)
Efter at være stødt på forskansede, konfødererede soldater hen over Kennesaw Mountain i retning mod syd, fastholdt Sherman dem foran sig og forlængede sin højre fløj, for at omgå deres flanke og genere jernbanen. Johnston reagerede ved at flytte John Bell Hoods korps fra venstre til højre fløj den 22. juni. Da han ankom til sin nye stilling ved Mount Zion Church, besluttede Hood af egen vilje at angribe. Advaret om Hoods planer forskansede unionsgeneralerne John Schofield og Joseph Hooker sig. Unionsartilleri og sumpet terræn ødelagde Hoods angreb, og tvang ham til at trække sig tilbage med store tab. Selv om han havde sejret, var Shermans forsøg på en omgåelse af Johnston indtil videre slået fejl.
Slaget ved Kennesaw Mountain (27. juni)
Dette slag var en bemærkelsesværdig afvigelse fra Shermans politik om at undgå frontalangreb og i stedet omgå fjendens venstre flanke. Sherman var sikker på, at Johnston havde strakt linjen på Kennesaw Mountain for langt, så det var muligt at gennembryde den. Han besluttede sig derfor for et frontalangreb suppleret med nogle afledningsangreb på flankerne. Om morgenen den 27. juni sendte Sherman sine tropper frem efter et artilleribombardement. I starten gjorde de nogle fremskridt og løb de konfødererede forposter syd for Burnt Hickory Road over ende, men at angribe en fjende, som var i nedgravede positioner, var omsonst. Kampen endte omkring middag, og Sherman led store tab.
Slaget ved Peachtree Creek (20. juli)
Johnston havde trukket sig tilbage til syd for Peachtree Creek, ca. 5 km nord for Atlanta. Sherman delte sin hær i tre kolonner til angrebet på Atlanta og Thomas' Army of the Cumberland rykkede frem fra nord. Johnston havde besluttet sig til at angribe Thomas, men præsident Jefferson Davis fratog ham kommandoen og erstattede ham med John Bell Hood. Hood angreb Thomas, efter at hans hær havde krydset Peachtree Creek. Det beslutsomme angreb løb på visse steder unionshæren over ende, men i sidste ende holdt Unionens linje, og de konfødererede faldt tilbage.
Slaget ved Atlanta (22. juli)
Hood besluttede sig for at angribe McPhersons Army of the Tennessee. Han trak om natten hovedparten af sin hær tilbage fra den ydre forsvarsring omkring Atlanta til den indre linje, og lokkede Sherman til at følge efter. I mellemtiden sendte han William J. Hardee med sit korps på en 24 km march for at ramme unionshærens ubeskyttede venstre flanke øst for byen. Joseph Wheelers kavaleri skulle operere længere ude mod Shermans forsyningslinje, og general Benjamin F. Cheathams korps skulle angribe Unionens front. Imidlertid fejlberegnede Hood, hvor lang tid det ville tage at gennemføre marchen, og Hardee var først klar til at angribe om eftermiddagen. Selv om Hood havde udmanøvreret Sherman, var McPherson bekymret for sin venstre flanke, og havde sendt sin reserve, Grenville Dodges XVI. Korps, derover. To af Hoods divisioner løb ind i denne reservestyrke og blev slået tilbage. De konfødereredes angreb gik i stå mod Unionens bagområde, men begyndte at oprulle den venstre flanke. På omkring dette tidspunkt skød og dræbte en konfødereret soldat McPherson, da han red frem for at observere kampen. Beslutsomme angreb fortsatte, men Unionstyrken holdt stand. Omkring kl. 16 gennembrød Cheathams korps Unionens front, men kraftig artilleriild nær Shermans hovedkvarter stoppede det konfødererede angreb. Logans XV. Korps gennemførte et modangreb, som genetablerede Unionens linje. Unionens tropper holdt fast, og Hood led store tab.
Slaget ved Ezra Church (28. juli)
Shermans tropper havde tidligere nærmet sig Atlanta fra øst og nord, men havde ikke været i stand til at bryde igennem, så Sherman besluttede at angribe fra vest. Han beordrede Howards Army of the Tennessee til at rykke fra venstre til højre fløj og afskære Hoods sidste jernbaneforsyningslinje mellem East Point og Atlanta. Hood forudså en sådan manøvre og sendte de to korps under generalløjtnanterne Stephen D. Lee og Alexander P. Stewart af sted for at opfange og ødelægge unionsstyrken ved Ezra Church. Howard havde forudset en sådan bevægelse, og havde placeret et af sine korps i skyttegrave på de konfødereredes vej og slog det beslutsomme angreb tilbage med betydelige tab til følge. Det lykkedes imidlertid ikke for Howard at afskære jernbanen. Efterfølgende forsøg af to kolonner af Unionskavaleri på at afskære jernbanen syd for Atlanta mislykkedes også, og en division under Edward M. McCook blev fuldstændig ødelagt i slaget ved Brown's Mill, og den anden styrke blev også slået tilbage og dets kommandør, George Stoneman, taget til fange.
Slaget ved Utoy Creek (5. august – 7. august)
Selv om det ikke var lykkedes at omringe Hoods venstre flanke ved Ezra Church, ønskede Sherman stadig at forlænge sin højre flanke og ramme jernbanen mellem East Point og Atlanta. Han overførte Schofields Army of the Ohio fra sin venstre til sin højre flanke og sendte ham til den nordlige bred af Utoy Creek den 2. august, sammen med XIV. Korps fra Army of the Cumberland krydsede de først den 4. august. Schofields styrke begyndte sin manøvre for at udnytte denne situation om morgenen den 5. august, og i starten gik det godt. Schofield måtte så omgruppere sine styrker, hvilket tog resten af dagen. Denne forsinkelse tillod de konfødererede at styrke deres stillinger med abattager, hvilket sinkede Unionens angreb, da det startede om morgenen den 6. august. Unionshæren blev slået tilbage med store tab, og havde ikke held med at afbryde jernbanen. Den 7. august rykkede Unionens tropper frem mod de konfødereredes hovedlinje og forskansede sig. Der blev de indtil sidst i august.
Andet slag ved Dalton (14. august – 15. august)
Wheeler og hans kavaleri raserede det nordlige Georgia for at ødelægge jernbanespor og forsyninger. De nærmede sig Dalton sent på eftermiddagen den 14. august, og forlangte garnisonens overgivelse. Unionstropperne nægtede at overgive sig, og der fulgte en kamp. Stærkt i undertal, trak garnisonen sig tilbage til befæstninger på en bakke uden for byen, hvor de holdt stand, selv om angrebet fortsatte til efter midnat. Omkring kl. 5 om morgenen den 15. august, trak Wheeler sig tilbage, og kom i kamp med undsættelsestropper og kavaleri under generalmajor James B. Steedman. Til sidst trak Wheeler sig tilbage.
Slaget ved Lovejoy's Station (20. august)
Mens Wheeler var borte for at rasere Unionens forsyningslinjer fra det nordlige Georgia til det østlige Tennessee, sendte Sherman brigadegeneral Hugh Judson Kilpatrick og hans kavaleri af sted for at rasere de konfødereredes forsyningslinjer. De tog af sted den 18. august, og samme aften ramte Kilpatrick Atlanta & West Point Railroad, og fjernede et kort stykke af sporene. Dernæst tog han mod Lovejoy's Station på Macon & Western Railroad. Undervejs den 19. august ramte Kilpatricks mænd forsyningsdepotet i Jonesborough på Macon & Western Railroad, og afbrændte store mængder af forsyninger. Den 20. august nåede de Lovejoy's Station, og begyndte deres ødelæggelse. Konfødereret infanteri fra Patrick Cleburnes division dukkede op, og de raserende tropper blev tvunget til at kæmpe ind i natten, og flygte for at undgå at blive omringet. Selvom Kilpatrick havde ødelagt forsyninger og spor ved Lovejoy's Station, var jernbanen tilbage i drift to dage senere.
Slaget ved Jonesborough (31. august – 1. september)
Sherman havde tidlige haft held af at afskære Hoods forsyningslinjer ved at udsende mindre styrker, men de konfødererede reparerede hurtigt skaderne. I slutningen af august besluttede Sherman, at hvis han kunne afskære Hoods forsyningslinjer, ville de konfødererede være tvunget til at evakuere Atlanta. Han besluttede derfor at indsætte seks af sine syv korps mod forsyningslinjerne. Hæren begyndte at rykke ud af sine stillinger den 25. august for at slå til mod Macon & Western Railroad mellem Rough and Ready og Jonesborough. Som modtræk sendte Hood Hardee af sted med to armékorps for at stoppe og muligvis slå unionstropperne på flugt, idet han ikke var klar over, at Sherman hær var der i stor styrke. Den 31. august angreb Hardee to unionskorps vest for Jonesborough, men blev let slået tilbage. I frygt for et angreb på Atlanta, trak Hood et korps tilbage fra Hardee i løbet af natten. Den næste dag brød et unionskorps igennem Hardees linje, og hans tropper trak sig tilbage til Lovejoy's Station. Om natten den 1. september evakuerede Hood Atlanta, samt foretog afbrænding af militære forsyninger og installationer, hvilket afstedkom en kæmpebrand i byen (den dramatiske brand, som skildres i filmen Borte med Blæsten). Unionstropper indtog og besatte Atlanta den 2. september. Sherman afskar Hoods forsyningslinje, men det lykkedes ham ikke at ødelægge Hardees hær.

## Efterspil
Sherman havde sejret, og Hood fik ry for at være den mest dumdristige og aggressive general i den konfødererede hær. Tabene i kampagnen var i absolutte tal nogenlunde lige store på begge sider:
| Unionen - 31.687 i alt - 4.423 dræbte - 22.822 sårede - 4.442 savnede/tilfangetagne | Konføderationen - 34.979 i alt - 3.044 dræbte - 18.952 sårede - 12.983 savnede/tilfangetagne |

Det betød imidlertid, at en langt større relativ del af den konfødererede hær var gået tabt – og Hood havde omkring 30.000 tilbage, mens Sherman havde 81.000. Shermans sejr var betinget, fordi den ikke havde nået kampagnens oprindelige mål – ødelæggelsen af Army of Tennessee – og Sherman er blevet kritiseret for at have tilladt sin modstander at undslippe. På den anden side havde erobringen af Atlanta en enorm betydning for moralen i Nordstaterne, og var en betydningsfuld faktor ved genvalget af præsident Abraham Lincoln.
Atlanta-kampagnen blev fulgt af unionsinitiativer i to retninger. Næsten straks fulgte forfølgelsen af Hood i Franklin-Nashville kampagnen; og efter præsidentvalget mod øst i Shermans march mod havet.

## Yderligere læsning
- Castel, Albert, Decision in the West: The Atlanta Campaign of 1864, University Press of Kansas, 1992, ISBN 0-7006-0748-X.

## Eksterne links
- West Point Atlas Atlanta Campaign maps, May 4 – July 8 Arkiveret 12. marts 2007 hos  Wayback Machine
- West Point Atlas Atlanta Campaign maps, July 20 – September 3 Arkiveret 12. marts 2007 hos  Wayback Machine
- Kronologi over Atlanta-kampagnen Arkiveret 24. september 2008 hos  Wayback Machine